# فوجیوارا نو ریشی
فوجیوارا نو ریشی (به ژاپنی: (藤原 麗子 Fujiwara no Reishi)؛ ۱۱۸۵ – ۱ نوامبر ۱۲۴۳) همسر امپراتور تسوچی‌میکادو اهل ژاپن بود.